# Tienminutentrein

Een overzicht van de tienminutentrajecten in Nederland die in de dienstregeling van 2025 actief zijn

De tienminutentrein (of tienminutensprinter) is een Nederlandse treindienst waarbij er op een traject zes keer per uur een trein rijdt (soms met een overstap). Voor enkele korte trajecten, bijvoorbeeld station Amsterdam Centraal – station Amsterdam Sloterdijk, voldoet de treindienst wel aan deze definitie, maar wordt de term niet gebruikt door de NS. Het principe van "spoorboekloos rijden" ligt ten grondslag aan het concept.
Het type treindienst, geëxploiteerd door de Nederlandse Spoorwegen, is onderdeel van het Programma Hoogfrequent Spoorvervoer. Indien er geen sprake is van een gelijkmatige verdeling over het uur, wordt de treindienst ook wel scheve tienminutendienst genoemd. In de dienstregeling van 2025 dragen het traject Amsterdam (Centraal) – Eindhoven, het traject Rotterdam – Schiphol – Nijmegen en het traject Den Haag (Centraal) – Dordrecht (tienminutensprinter) de naam tienminutentrein (alle drie op maandag t/m donderdag).

## Achtergrond
In oktober 2010 werden tijdens de spits de eerste proeven gedaan met de tienminutentrein. Het betrof hier zes intercity's per uur tussen Amsterdam (Centraal), Utrecht en Eindhoven en zes sprinters per uur tussen Utrecht en Geldermalsen. De proef moest duidelijk maken of de reizigers positief zouden zijn over een frequentieverhoging, maar ook welke andere voor- en nadelen er waren. Bovendien werd bekeken of de duur van gesloten spoorbomen bij overwegen wel acceptabel voor het wegverkeer was of te lang zou zijn. Uiteindelijk gingen alleen de intercity's vanaf eind 2017 op werkdagen elke 10 minuten rijden tussen Amsterdam en Eindhoven, nadat op de woensdagen vanaf september al was proefgereden.
In 2021 kwam er een uitbreiding van het aantal tienminutendiensten, namelijk een tienminutentrein tussen Rotterdam en Schiphol (via Den Haag), tussen Schiphol en Nijmegen en de tienminutensprinter tussen Rotterdam en Dordrecht. Voor beide werd vanaf 8 september 2021 op de woensdagen een proef gedaan met de aangepaste dienstregeling. De wijzigingen werden aansluitend volledig doorgevoerd op werkdagen vanaf de dienstregeling 2022, die in december 2021 startte. De tienminutentreinen sloten niet volledig op elkaar aan op Schiphol: bij twee treinen per uur was er geen directe verdere aansluiting. Nadat er in februari tijdelijk met een lagere frequentie was gereden vanwege een personeelstekort, werd de tienminutendienst tussen Rotterdam en Nijmegen (in de praktijk: Arnhem) vanaf juni 2022 om diezelfde reden volledig stopgezet. Begin september werd ook de tienminutentrein tussen Amsterdam en Eindhoven stilgelegd. Op 7 november volgde de afschaling van de tienminutensprinter tussen Rotterdam en Dordrecht, na een tijdelijke vermindering in het voorjaar.
In de dienstregeling van 2023 werd de tienminutendienst Amsterdam – Eindhoven als enige weer ingevoerd, ditmaal alleen van maandag t/m donderdag. Vanaf halverwege januari 2023 reed treinserie 3200 (Arnhem – Schiphol – Rotterdam) in totaal vier ritten in de ochtend en middag op dinsdag en donderdag, waardoor tijdens die momenten zoals voorheen van een tienminutendienst op datzelfde traject zou kunnen worden gesproken. In april kwamen daar de maandag en woensdag bij, terwijl twee van de vier ritten werden ingekort tot het traject Arnhem – station Den Haag HS.
In de dienstregeling van 2024 werden in de spits op maandag t/m donderdag de tienminutentrein tussen Arnhem en Rotterdam (via Schiphol) en de tienminutensprinter tussen Rotterdam en Dordrecht hervat. De tienminutentrein tussen Amsterdam en Eindhoven ging ook op vrijdagen rijden. Dat gebeurde aan het eind van het jaar niet meer.
In de dienstregeling van 2025 werd de tienminutentrein tussen Arnhem en Rotterdam (via Schiphol) volledig hervat van maandag t/m donderdag, alsmede de tienminutensprinter tussen Rotterdam en Dordrecht die werd verlengd tot Den Haag (Den Haag Centraal). Beide diensten rijden vanaf deze dienstregeling de hele dag op maandag t/m donderdag. Twee van de zes uurlijkse sprinters zullen pas vanaf de eerste helft van 2025 ook stoppen te Schiedam Centrum, vanwege uitgestelde werkzaamheden.

## Toekomst

Een overzicht van de tienminutentrajecten in Nederland die in de dienstregeling van 2023 actief waren

Er zijn plannen om in de periode tot 2028 meer tienminutentreinen te introduceren, bijvoorbeeld tussen Alkmaar en Amsterdam en van Den Haag naar Breda. Tevens heeft NS de ambitie om de toekomstige tienminutensprinter tussen Dordrecht en Den Haag uit te voeren als CitySprinter, een treindienst waarbij iedere 5 minuten een sprinter rijdt.

## Voor- en nadelen
Voordelen
- Dankzij de tienminutentrein komen er meer reizigers op een traject. Zo zorgde de tienminutentrein tussen Eindhoven en Amsterdam voor 15 procent meer reizigers tussen 's-Hertogenbosch en Amsterdam.[3][9]
- Met de tienminutentrein kunnen meer reizigers vervoerd worden.[3]

Nadelen
- Door de hoge intensiteit van treinen op het spoor kan de vertraging van een trein snel resulteren in vertraging van andere treinen.[3]

## Huidige tienminutentreinen
| Traject                                           | Eerste invoering | Treinseries    | Treinseries | Treinseries |
| Traject                                           | Eerste invoering | Treinnummers   | Traject | Opmerkingen |
| ------------------------------------------------- | ---------------- | -------------- | --- | --- |
| Intercity Amsterdam Centraal – Eindhoven Centraal | eind 2017        | 2700           | Amsterdam Centraal – Amsterdam Amstel – Utrecht Centraal – 's-Hertogenbosch – Eindhoven Centraal | |
| Intercity Amsterdam Centraal – Eindhoven Centraal | eind 2017        | 3000 3500      | Amsterdam Centraal – Amsterdam Amstel – Utrecht Centraal – 's-Hertogenbosch – Eindhoven Centraal | Voor het volledige traject moet overgestapt worden te Utrecht Centraal.                                                                          |
| Intercity Amsterdam Centraal – Eindhoven Centraal | eind 2017        | 3900           | Amsterdam Centraal – Amsterdam Amstel – Utrecht Centraal – 's-Hertogenbosch – Eindhoven Centraal | |
| Intercity Rotterdam Centraal – Schiphol Airport   | eind 2021        | 2200/2300 3100 | Rotterdam Centraal – Schiedam Centrum – Delft – Den Haag HS – Den Haag Laan van NOI – Leiden Centraal – Schiphol Airport | Voor het volledige traject moet overgestapt worden te Leiden Centraal.                                                                           |
| Intercity Rotterdam Centraal – Schiphol Airport   | eind 2021        | 3200           | Rotterdam Centraal – Schiedam Centrum – Delft – Den Haag HS – Den Haag Laan van NOI – Leiden Centraal – Schiphol Airport | Trein stopt niet te Schiedam Centrum. |
| Intercity Rotterdam Centraal – Schiphol Airport   | eind 2021        | 3500           | Rotterdam Centraal – Schiedam Centrum – Delft – Den Haag HS – Den Haag Laan van NOI – Leiden Centraal – Schiphol Airport | |
| Intercity Schiphol Airport – Nijmegen             | eind 2021        | 3100           | Schiphol Airport – Amsterdam Zuid – Amsterdam Bijlmer ArenA – Utrecht Centraal – Driebergen-Zeist – Veenendaal-De Klomp – Ede-Wageningen – Arnhem Centraal – Nijmegen                                                            | |
| Intercity Schiphol Airport – Nijmegen             | eind 2021        | 3200           | Schiphol Airport – Amsterdam Zuid – Amsterdam Bijlmer ArenA – Utrecht Centraal – Driebergen-Zeist – Veenendaal-De Klomp – Ede-Wageningen – Arnhem Centraal – Nijmegen                                                            | Trein rijdt niet verder dan station Arnhem Centraal. Geen goede aansluitmogelijkheden richting Nijmegen. Trein stopt ook te Veenendaal-De Klomp. |
| Intercity Schiphol Airport – Nijmegen             | eind 2021        | 3500 3000      | Schiphol Airport – Amsterdam Zuid – Amsterdam Bijlmer ArenA – Utrecht Centraal – Driebergen-Zeist – Veenendaal-De Klomp – Ede-Wageningen – Arnhem Centraal – Nijmegen                                                            | Voor het volledige traject moet overgestapt worden te Utrecht Centraal. Trein stopt ook te Driebergen-Zeist.                                     |
| Sprinter Den Haag Centraal – Dordrecht            | eind 2024        | 5000           | Den Haag Centraal – Den Haag HS – Den Haag Moerwijk – Rijswijk – Delft – Delft Campus – Schiedam Centrum – Rotterdam Centraal – Rotterdam Blaak – Rotterdam Zuid – Rotterdam Lombardijen – Barendrecht – Zwijndrecht – Dordrecht | |
| Sprinter Den Haag Centraal – Dordrecht            | eind 2024        | 5100           | Den Haag Centraal – Den Haag HS – Den Haag Moerwijk – Rijswijk – Delft – Delft Campus – Schiedam Centrum – Rotterdam Centraal – Rotterdam Blaak – Rotterdam Zuid – Rotterdam Lombardijen – Barendrecht – Zwijndrecht – Dordrecht | |
| Sprinter Den Haag Centraal – Dordrecht            | eind 2024        | 5200           | Den Haag Centraal – Den Haag HS – Den Haag Moerwijk – Rijswijk – Delft – Delft Campus – Schiedam Centrum – Rotterdam Centraal – Rotterdam Blaak – Rotterdam Zuid – Rotterdam Lombardijen – Barendrecht – Zwijndrecht – Dordrecht | Trein stopt niet te Schiedam Centrum. |